# Wiśniewo (gmina)
Pour les articles homonymes, voir Wiśniewo.
Wiśniewo est une gmina rurale (gmina wiejska) de la powiat de Mława, dans la Voïvodie de Mazovie, dans le centre-est de la Pologne.
Son siège administratif (chef-lieu) est le village de Wiśniewo, qui se situe environ 6 kilomètres au sud-ouest de Mława (siège de la powiat) et 103 kilomètres au nord-ouest de Varsovie (capitale de la Pologne).
La gmina couvre une superficie de 99,31 km2 pour une population de 5 255 habitants en 2006.

## Histoire
De 1975 à 1998, la gmina est attachée administrativement à la voïvodie de Ciechanów.

Depuis 1999, elle fait partie de la voïvodie de Mazovie.

## Géographie
La gmina inclut les villages et localités de :

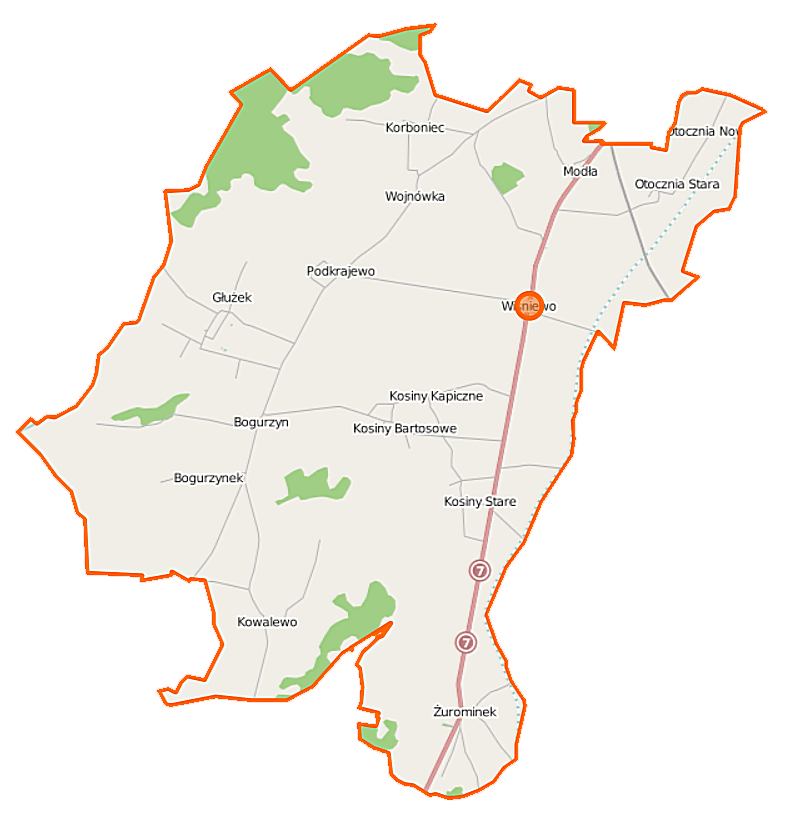
Plan de la gmina

- Bogurzyn
- Bogurzynek
- Głużek
- Korboniec
- Kosiny Bartosowe
- Kosiny Kapiczne
- Kowalewo
- Modła
- Nowa Otocznia
- Podkrajewo
- Stara Otocznia
- Stare Kosiny
- Wiśniewko
- Wiśniewo
- Wojnówka
- Żurominek

### Gminy voisines
La gmina de Wiśniewo est voisine de :
- la ville de :
  - Mława

et des gminy suivantes :
- - Lipowiec Kościelny
  - Strzegowo
  - Stupsk
  - Szreńsk
  - Szydłowo

## Structure du terrain
D'après les données de 2002, la superficie de la commune de Wiśniewo est de 99,31 km2, répartis comme tel :
- terres agricoles : 88%
- forêts : 4%

La commune représente 8,48% de la superficie du powiat.

## Démographie
Données du 30 juin 2004 :
| Description        | Total  | Total | Femmes | Femmes | Hommes | Hommes |
| ------------------ | ------ | ----- | ------ | ------ | ------ | ------ |
| Unité              | Nombre | %     | Nombre | %      | Nombre | %      |
| Population         | 5 281  | 100   | 2 626  | 49,7   | 2 655  | 50,3   |
| Densité (hab./km²) | 53,2   | 53,2  | 26,4   | 26,4   | 26,7   | 26,7   |